# Action Beat
Pour les articles homonymes, voir pré.
Action Beat est un groupe de noise rock britannique originaire de Bletchley et formé aux alentours de 2004. Leurs disques sont édités chez Fortissimo Records et Truth Cult/Southern Records.
En 2010 Peter James Taylor sort son album solo Mate. En 2013 Harry Taylor publie un single avec le groupe Bismuth de Yuri Landman.

## Discographie
- 1977-2007: Thirty Years of Hurt, Then Us Cunts Exploded (Fortissimo Records, 2007)
- The Noise Band from Bletchley (Truth Cult/Southern Records, 2009)
- Unbelievable Fuck-Ups (Urquinaona Records) - 2010
- Beating (Truth Cult/Southern Records, 2010)

### Peter James Taylor
- Mate (Fortissimo Records, 2010)

### Harry Taylor et Bismuth
- Oil Tank (2013)

## Source
- (en) bio Artrocker (en)
- (en) bio AllMusic